# Atuona

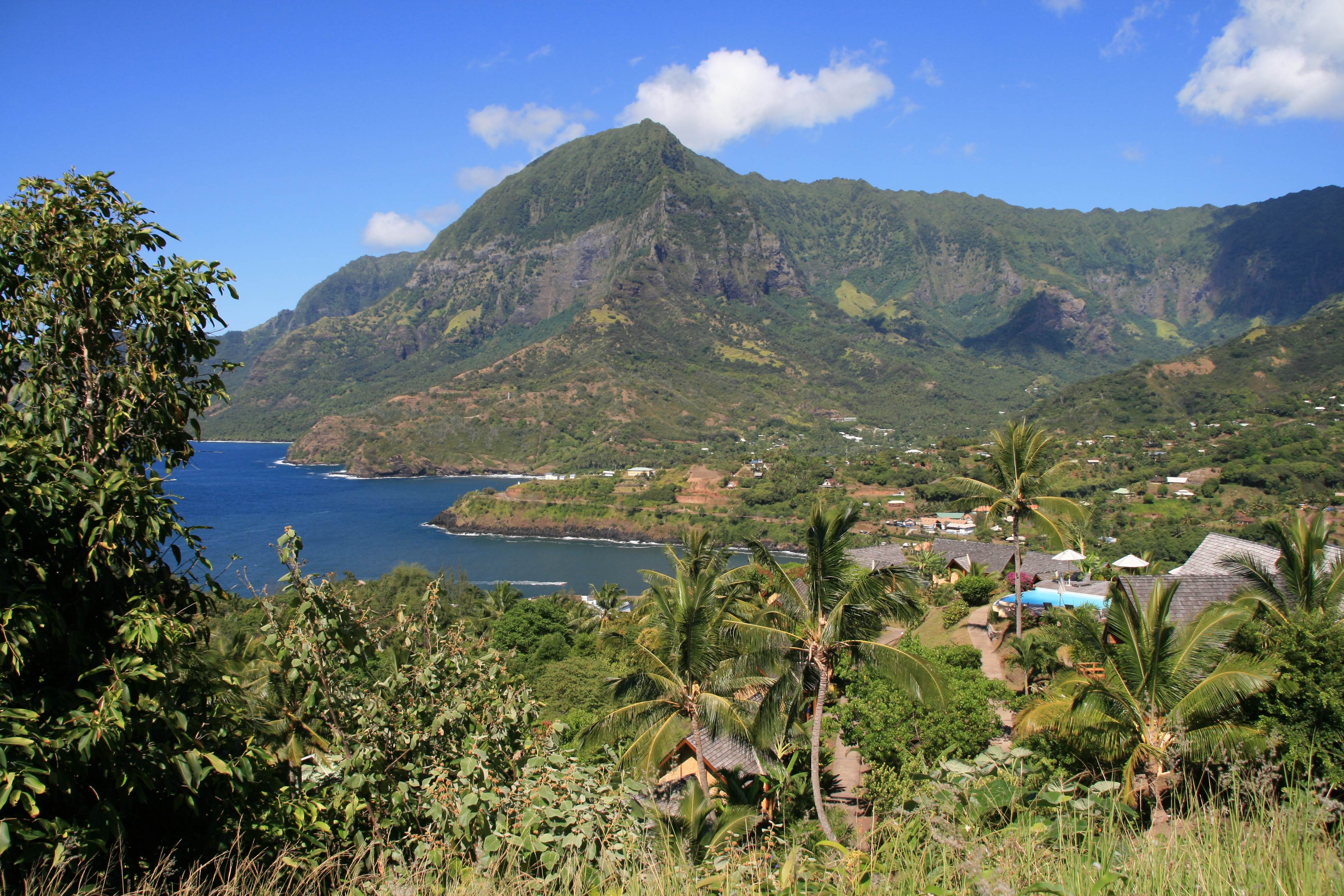
Satul Atuona și golful Ta'a 'Oa

Atuona, situată în partea meridională a insulei Hiva Oa, în fața golfului omonim, este centrul administrativ al comunei (municipalității) Hiva Oa din Polinezia Franceză. A fost capitala  Insulelor Marchize, fiind înlocuită de Taiohae (pe insula Nuku Hiva).
Paul Gauguin a murit și este înmormântat aici, alături de cântărețul belgian Jacques Brel, decedat în Franța metropolitană. În 2003 a fost finalizată construcția centrului cultural Paul Gauguin, marcându-se astfel centenarul morții artistului.